# Estação Hammamat El-Qobba
Hammamat El-Qobba (em árabe: حمامات القبة) é uma das estações da linha 1 do metro do Cairo, no Egito.